# Blaupapier (Verpackungsmaterial)
Blaupapier wird als Auskleidematerial in Obstkisten genutzt. Es dient dazu, die losen Früchte (z. B. Äpfel) vor Transportschäden zu schützen. Da die meisten Obstsorten (Äpfel, Orangen, Kirschen etc.) einen warmen Farbton haben, wird durch das Blau die Ware kontrastreicher präsentiert. Dadurch erhofft man sich besseren Absatz. 
Das Blaupapier wird in der Regel in folgenden Maßen angeboten:
- Bodenausleger: 47 cm × 37,5 cm für hölzerne Bodenseekiste (50 cm × 38 cm × 27 cm)
- Bodenausleger: 40 cm × 57,5 cm für Früchtekisten (nach Maßgabe der International Fruit Container Organisation, IFCO) des Typs 64xx (60 cm × 40 cm)
- Bodenausleger: 26 cm × 38 cm für 2-Kisten (Naturkostpfandsysteme, NAPF, Innenmaß: 27,4 cm × 37,4 cm × 26 cm)
- Seitenbanderolen werden ebenfalls in entsprechenden Maßen als Seitenauskleidung angeboten